# Friedensmuseum Nürnberg
Das Friedensmuseum Nürnberg ist ein Nürnberger Museum eines eingetragenen Vereins.

## Allgemeine Daten
Das Friedensmuseum Nürnberg besteht seit 1998. Es wurde vom 1995 gegründeten gemeinnützigen Verein Friedensmuseum Nürnberg e. V. ins Leben gerufen, der auch der Träger des Museums ist. Vernetzt ist das Museum mit dem International Network of Museums for Peace, dem mehr als hundert Friedensmuseen weltweit angehören. Das Museum sieht Frieden als positiven Begriff und wirbt für aktive Gewaltfreiheit. Jedes Jahr werden circa drei Ausstellungen gezeigt, deren Thematik in zahlreichen Begleitveranstaltungen vertieft wird. Archiv und Bibliothek vervollständigen das Angebot. Das Museum wird rein ehrenamtlich geführt.

## Gründungsgeschichte
Bereits 1951 wurde auf Initiative eines antimilitärischen Kongresses die Gründung eines Friedensmuseums in Nürnberg angestrebt. Dieses Vorhaben wurde jedoch nicht weiter verfolgt. Als im Jahr 1992 im Zusammenhang mit dem Abzug des Großteils der in Nürnberg stationierten amerikanischen Soldaten ein Garnisonsmuseum eröffnet wurde, bekam das Gründungsvorhaben neuen Aufwind. 1995 wurde der Verein Friedensmuseum Nürnberg e. V. ins Leben gerufen. Ziel war, die Geschichte des Widerstandes gegen Krieg und Militär aufzuzeigen. Die Suche nach geeigneten Räumlichkeiten zog sich bis 1998 hin. Vereinsmitglieder gründeten schließlich eine GbR und kauften ein Ladenlokal, das sie an den Verein günstig vermieteten. Anfang 1998 konnten dann vom gemeinnützigen Verein die jetzigen Räume bezogen werden, in denen vorher ein Frisörsalon und eine Fahrschule untergebracht waren.

## Anliegen des Museums
Zielsetzung des Museums ist zum einen die Friedenserziehung, zum Beispiel durch Vermittlung und Einübung von Methoden gewaltfreier Konfliktbearbeitung mit einem Schwerpunkt bei Personen, deren Kontakt zur Friedensbewegung gering oder von Vorurteilen geprägt ist. Ein weiteres Anliegen ist die Vermittlung der Geschichte des Pazifismus und Antimilitarismus der letzten 100 Jahre unter besonderer Berücksichtigung der Geschichte der Nürnberger Friedensbewegung seit 1945. In diesem Zusammenhang möchte das Museum den oft vergessenen Anteil von Frauen an der Geschichte des Pazifismus und Antimilitarismus in Deutschland und der Friedensbewegung in Nürnberg sichtbar machen.

## Angebote
Das Museum bietet Veranstaltungen zu gesellschaftsrelevanten Themen mit Bezug zur Friedensbewegung an, meist als Begleitveranstaltungen zur jeweils aktuellen Ausstellung, entweder im Museum selbst, in größeren Räumen oder als Exkursionen. Weiter werden Porträts von Personen vorgestellt, die sich in vorbildhafter Weise gegen Unrecht und Gewalt zur Wehr gesetzt haben, wie Bertha von Suttner, Friedensnobelpreisträgerin 1905, Carl von Ossietzky oder Kunigunde Schumann, eine Nürnberger Pazifistin. Interessierten steht eine Bibliothek zu Themen mit Friedensbezug zur Verfügung, auswahlsweise Inhalte zu gewaltfreie Aktion, Friedenspädagogik oder Grund- und Menschenrechte. Die Bibliothek verfügt auch über historisch-antiquarische Werke, meist mit Ausstellungsbezug. Die Titel können über das Internet recherchiert werden, ebenso das Archiv und die „graue Literatur“. Eine elektronische Zeitung Kaulquappe wird regelmäßig herausgegeben. Die Ausstellungsobjekte können zum Teil ausgeliehen werden, was auch geschieht.

## Ausstellungsgeschichte
- Bertha von Suttner: Die Waffen nieder (1999)
- I Care – ich misch mich ein (1999), eine Dokumentation über gewaltfreie Konfliktintervention in Pristina/Kosovo
- Kinder malen den Krieg und wünschen sich den Frieden (1999), Bilder von Schülern aus Valjevo/Jugoslawien und Nürnberg
- Weil wir was zu sagen haben: Kinder in Nürnberg träumen vom Frieden (2000)
- Nürnbergerinnen und Nürnberger engagieren sich gegen Krieg und Gewalt in den 50er Jahren (2001)
- Seinen Ort finden (2002)
- Kinder in bewaffneten Konflikten (2003)
- Vom Ostermarsch zur Vietnamdemo (2004)
- FriedensFrauen machen Mut (2006)
- Hoffnung für eine bessere Welt (2007)
- Der gefährliche Schmied (2008), die unabhängige Friedensbewegung in der DDR
- Frieden plakativ (2008), europäische Friedensplakate aus den 80er Jahren
- Bildende Künstler engagieren sich für Frieden (2009), Teile der historischen Wanderausstellung Künstler gegen Atomkrieg
- Hiroshima mahnt (2009)
- Echt WAAhnsinn: Widerstand hat Erfolg (2009)
- Wir scheuen keine Konflikte (2010), eine Plakatausstellung des Zivilen Friedensdienstes
- Peace counts – die Erfolge der Friedensmacher (2010)
- Unser Marsch ist eine gute Sache, 50 Jahre Ostermarsch in Nürnberg (2011)
- Noble Friedensfrauen verändern die Welt (2012), alternative und andere Friedensnobelpreisträgerinnen
- Die Beerdigung des Krieges – Werke von Frans Masereel (2012), eine Ausstellung in Zusammenarbeit mit der Frans-Masereel-Stiftung Saarbrücken
- Alfred Hermann Fried 1864–1921 (2012)
- Frieden braucht Bewegung – die Friedensbewegung der 80er Jahre (2013)
- Der Kleine Prinz – die Lithografien (2014)
- Wow – Wirksam ohne Waffen (2014), die Ausstellung über Gewaltfreie Intervention ist als Wanderausstellung konzipiert und tourt seitdem durch Deutschland. Sie wurde zusammen mit dem Bund für Soziale Verteidigung erarbeitet
- 1914 – Stimmen gegen den Krieg (2014–2015)
- Klasse – Junge Kunst gegen Krieg und Gewalt (2015), Linolschnitte von Schülern der Melibokusschule Alsbach
- Im Osten nichts Neues – alte Feindbilder, moderne Propaganda (2015), Ausstellung in Zusammenarbeit mit dem Institut für Medienverantwortung
- Frieden hilft (2016), neue Themen in der Friedensbewegung der 90er Jahre (Fortsetzung der dezennien-weisen Darstellung der Geschichte der Friedensbewegung).
- Auf und Davon (2017) Ausstellung zu Migration und Flucht, erarbeitet von Mission Eine Welt.
- Aktion+Kunst=DaSchauHer (2017) Ausstellung über plakative Aktionsformen
- Wir sind 20 (2018) Jubiläumsausstellung des Friedensmuseums
- Wirksam ohne Waffen – gewaltfrei intervenieren weltweit (2019)
- Hiroshima mahnt – auch heute! (2019) Grafiken von Prof. Osamu Kataoka
- Mensch, wo gehst Du hin? (2019) Zeitgenössische Kunstinterventionen
- Unaufhörlich für den Frieden - 100 Jahre IFFF Internationale Frauenliga für Frieden und Freiheit (2020)
- Die Uhr tickt - abwendbare Katastrophen (2020–2022), zunächst wegen Corona ohne Publikumsverkehr, als online-Ausstellung
- Menschen & Rechte sind unteilbar (2022–2023), eine Plakatausstellung von Pro Asyl
- 25 Jahre: 1000 Plakate für den Frieden (2023–2024), Jubiläumsausstellung, 1000 Plakate in Papier und digital
- Hunger verstehen, Hunger bekämpfen (2024), aktuell erweiterte Ausstellung der Münchner „Initiative gegen Hunger“
- Kindersoldat*innen: Krieg statt Kindheit (2024–2025)